# Euceros albomarginatus
Euceros albomarginatus är en stekelart som beskrevs av Joseph Augustine Cushman 1922. Euceros albomarginatus ingår i släktet Euceros och familjen brokparasitsteklar. Inga underarter finns listade i Catalogue of Life.